# Miguel Ángel Ramírez Carrasco
Miguel Ángel Ramírez Carrasco (Jerez de la Frontera, Cádiz, España, 9 de mayo de 2001) más conocido como "Miguelete", es un futbolista español que juega como mediapunta en el Centre d'Esports Sabadell FC de la Segunda Federación.

## Trayectoria
Se formó en las categorías inferiores del Fútbol Club Barcelona hasta 2017, fecha en la que ingresó en la cantera del Real Betis Balompié. Desde 2018 a 2020 formaría parte del juvenil "A" del conjunto sevillano. 
El 25 de agosto de 2020, firmó por el Sociedad Cultural y Recreativa Peña Deportiva de la Segunda División B.
El 22 de julio de 2021, firma por el Atlético Sanluqueño Club de Fútbol de la Primera Federación.
El 20 de julio de 2022, firma con el Club Deportivo Atlético Baleares de la Primera Federación.
El 31 de enero de 2024, firma con el Real Club Recreativo de Huelva de la Primera Federación.
El 26 de agosto de 2024, se confirma el fichaje de Miguelete con el Centre d'Esports Sabadell Futbol Club de la Segunda Federaciónpara luchar por el ascenso a la Primera Federación.

## Clubes
| Club                                          | País   | Año       |
| --------------------------------------------- | ------ | --------- |
| Sociedad Cultural y Recreativa Peña Deportiva | España | 2020-2021 |
| Atlético Sanluqueño Club de Fútbol            | España | 2021-2022 |
| Club Deportivo Atlético Baleares              | España | 2022-2024 |
| Real Club Recreativo de Huelva                | España | 2024-2024 |
| Centre d'Esports Sabadell Futbol Club         | España | 2024-     |